# Avon (Ohio)
Avon és una població dels Estats Units a l'estat d'Ohio. Segons el cens del 2000 tenia 17.086 habitants.

## Demografia
Segons el cens del 2000, Avon tenia 11.446 habitants, 4.088 habitatges, i 3.143 famílies. La densitat de població era de 211,8 habitants per km².
Dels 4.088 habitatges en un 37,9% hi vivien nens de menys de 18 anys, en un 67,7% hi vivien parelles casades, en un 6,4% dones solteres, i en un 23,1% no eren unitats familiars. En el 19,7% dels habitatges hi vivien persones soles el 6,8% de les quals corresponia a persones de 65 anys o més que vivien soles. El nombre mitjà de persones vivint en cada habitatge era de 2,72 i el nombre mitjà de persones que vivien en cada família era de 3,15.
Per edats la població es repartia de la següent manera: un 27,6% tenia menys de 18 anys, un 4,7% entre 18 i 24, un 31,5% entre 25 i 44, un 23,8% de 45 a 60 i un 12,4% 65 anys o més.
L'edat mediana era de 38 anys. Per cada 100 dones de 18 o més anys hi havia 92,6 homes.
La renda mediana per habitatge era de 66.747 $ i la renda mediana per família de 75.951 $. Els homes tenien una renda mediana de 53.973 $ mentre que les dones 31.660 $. La renda per capita de la població era de 28.334 $. Aproximadament l'1% de les famílies i l'1,9% de la població estaven per davall del llindar de pobresa.

## Poblacions més properes
El següent diagrama mostra les poblacions més properes.